# Angelika Kausche
Angelika Kausche é uma política americana nascida na Alemanha. Ela é membro da Câmara Estadual da Geórgia, afiliada ao Partido Democrata, representando o Distrito 50 da Câmara da Geórgia.

## Vida pessoal e educação
Kausche é uma germano-americana nascida em Wuppertal, que se mudou para os Estados Unidos em 1997 e naturalizou-se cidadã americana em 2011. Ela possui um mestrado em administração de empresas pela Universidade de Trier na Alemanha e um mestrado em comunicação organizacional pela Western Michigan University.
Kausche mudou-se para a Geórgia em 2015 e está envolvida em trabalho voluntário, bem como no seu Rotary Club local em Johns Creek, Geórgia.

## Carreira
Antes de imigrar para os Estados Unidos, Kausche trabalhou em bancos alemães por vários anos. Nos anos que se seguiram à sua mudança, Kausche leccionou como professora adjunta em várias faculdades em Michigan e na Carolina do Norte. Kausche agora está aposentada.
Kausche foi eleita pela primeira vez para a Câmara Estadual da Geórgia em 2018, após uma campanha atípica que viu Kausche virar o seu distrito até então republicano, vencendo por 317 votos. Kausche atua nos comitêss de Meio Ambiente, Educação Superior e Desenvolvimento de Pequenas Empresas da Georgia.